# Pastuchov
Pastuchov (in ungherese Nyitrapásztó) è un comune della Slovacchia facente parte del distretto di Hlohovec, nella regione di Trnava.